# لحظة إلهام (أدب)
تشير لحظة الإلهام أو الظهور الخارق (بالإنجليزية: Epiphany)‏ في الأدب عمومًا إلى لحظة تبصر، وقتما تنتاب شخصية ما بصيرة مفاجئة أو إدراك مفاجئ يغير فهمها لنفسها أو استيعابها للعالم. للمصطلح معنى أكثر تخصيصًا باعتباره وسيلة أدبية مميزة للخيال الحداثي. في البداية استعار الأديب جيمس جويس المصطلح الديني «عيد الغطاس (يعني مصطلح Epiphany لحظة إلهام أو عيد الغطاس)» واعتمده في سياق أدبي ينتهك حرمته في رواية ستيفن بطلًا (1904 – 1906)، أحد الإصدارات الأولى لصورة الفنان في شبابه. في تلك المخطوطة، يعرّف ستيفن دايدالوس لحظة الإلهام على أنها: «تجلي روحي مفاجئ، سواء كان في سوقية الكلام أو في إيماءة أو في مرحلة جديرة بالتذكر في الذهن ذاته». لحظات إلهام ستيفن هي لحظات تبصّر شاعري مكثفة في الجوانب التافهة من حياة دبلن اليومية، وهي غير دينية وغير غامضة في طبيعتها. تصبح بعدها أساسات لنظرية ستيفن حول التبصّر الجمالي بالإضافة إلى كتابته. في أحكام مشابهة، أجرى جويس تجارب في لحظة الإلهام طيلة حياته المهنية، بدءًا بقصصه القصيرة التي كتبها بين عامي 1898 و1904 والتي كانت محورية في أعماله الأولى، وصولًا إلى روايته الأخيرة يقظة فينيغان (1939). استخدم الباحثون مصطلح جويس لوصف سمة شائعة في الرواية الحداثية، مع مجموعة متنوعة من الكتاب مثل فيرجينيا وولف، ومارسيل بروست، وإعرا باوند، وكاثرين مانسفيلد قدموا كلهم لحظات التبصر المفاجئة هذه على أنها جانب من جوانب العقل المعاصر. للحظة الإلهام الجويسية أو الحداثية جذورها في الشعر الغنائي خاصة القرن التاسع عشر، لا سيما في عمل «بقع زمنية» لووردزوورث، بالإضافة إلى الأفكار الروحية المفاجئة التي شكلت أساسات السيرة الذاتية الروحية التقليدية. يفسر الفيلسوف تشارلز تايلور نهضة لحظة الإلهام في الفن الحداثي بأنها ردة فعل على نهضة «المجتمع الرأسمالي التجاري الصناعي» في بداية القرن العشرين.

## اصطلاحًا
تنحدر كلمة «epiphany» من الكلمة اليونانية القديمة «epipháneia»، وتعني «تجلٍ أو ظهور». الكلمة مبنية من الكلمات اليونانية «pha» (أن تشرق)، «phanein» (أن تُري، أن تسبب إشراقًا»، و«epiphanein» (أن تُظهر، أن تُنير على). في الاستخدام اليوناني القديم، غالبًا ما يصف المصطلح الظهور المرئي لإله أو إلهة على أعين الفانين كشكل من أشكال الظهور الإلهي. اعتمد المسيحيون الأوائل المصطلح لوصف تجلي يسوع الطفل للمجوس، ما فُهم مجازيًا على أنه ظهور المسيح للوثنيين واحتُفل فيه بعيد الغطاس الكاثوليكي، وتقام شعائره في يوم 6 يناير. في مخطوطات العهد الجديد اليونانية، تشير كلمة epiphaneia إلى عودة المسيح.